# Julien Bahain
Julien Bahain, francoski veslač, * 20. april 1986, Angers.
Bahain je na Poletnih olimpijskih igrah 2008 v Pekingu za Francijo nastopil kot veslač dvojnega četverca, ki je tam osvojil bronasto medaljo.
Istega leta je kot član francoskega dvojnega dvojca na Evropskem prvenstvu osvojil zlato medaljo, leto pred tem pa je na Svetovnem prvenstvu v Münchnu v dvojnem četvercu osvojil srebrno medaljo.